# Leo Bruhns

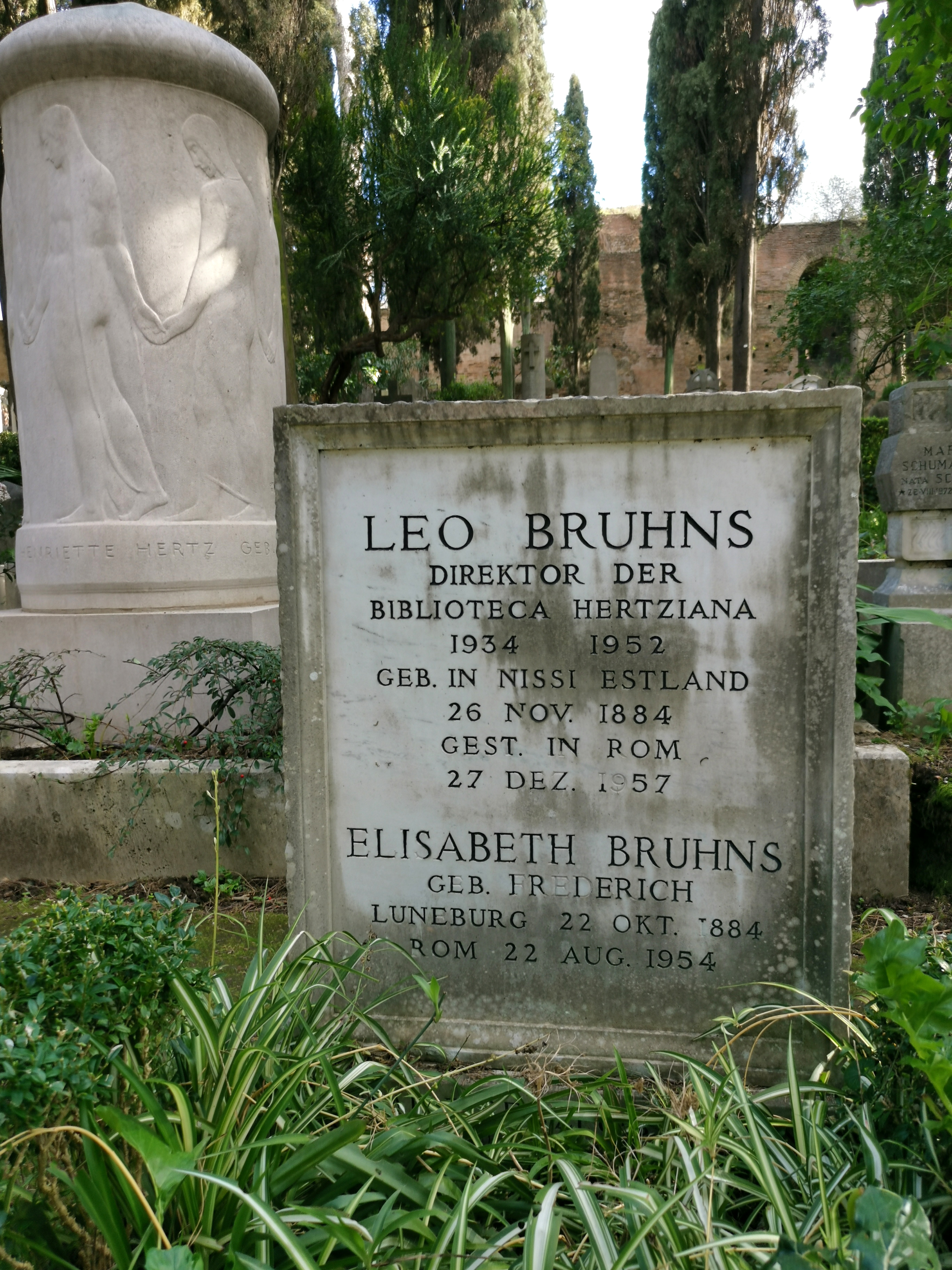
Grab auf dem Nichtkatholischen (Protestantischen) Friedhof Rom

Leo Bruhns, eigentlich Leopold Paul Bruhns (* 26. November 1884 in Nissi (Estland); † 27. Dezember 1957 in Rom) war ein deutscher Kunsthistoriker sowie Professor an den Universitäten Rostock und Leipzig. Von 1934 bis 1953 war er Direktor der Bibliotheca Hertziana in Rom.

## Leben
Leo Bruhns, Sohn eines evangelischen Pastors in Nissi, genoss zunächst Hausunterricht. 1902 legte er das Abitur am Gymnasium der deutschen St. Annenschule in Sankt Petersburg ab. Nach dem Studium zunächst der Klassischen Philologie, dann der Kunstgeschichte an der Kaiserlichen Universität Dorpat sowie in Bonn, Freiburg/Br., Basel und Würzburg erfolgte 1913 bei Wilhelm Pinder die Promotion zum Dr. phil. in Kunstgeschichte an der Universität Würzburg mit der Arbeit: Die Grabplastik des ehemaligen Bistums Würzburg während der Jahre 1480–1540. Ein Beitrag zur Geschichte der deutschen Renaissance. 1920 folgte die Habilitation für Kunstgeschichte am Kunstgeschichtlichen Institut der Johann-Wolfgang-Goethe-Universität Frankfurt am Main über Würzburger Bildhauer der Renaissance und des werdenden Barock 1540–1650.
Von 1920 bis 1924 wirkte Bruhns als Privatdozent für Kunstgeschichte an der Universität Frankfurt am Main, dann von 1924 bis 1927 als Professor für Kunstgeschichte an der Universität Rostock, 1927 bis 1934 an der Universität Leipzig. Einer seiner Schüler dort war  Otto Müller. 1934 bis 1953 war Bruhns Direktor der Bibliotheca Hertziana (Kaiser-Wilhelm-Institut bzw. Max-Planck-Institut für Kunstgeschichte) in Rom. Im Zuge der Judenverfolgung war Bruhns 1943 in einen Kunstraub durch ein Sondereinsatzkommando des Einsatzstabes Reichsleiter Rosenberg involviert, das die ausgelagerte Bibliotheca della Communità Israelitica beschlagnahmte. 7000 Manuskripte und Inkunabeln wurden nach Deutschland verschleppt und sind dort verschollen.
Er war Mitglied der Sächsischen Akademie der Wissenschaften zu Leipzig. Ferner war er Mitglied der Società Storia Patria in Rom, Korrespondierendes Mitglied der Estländischen Literarischen Gesellschaft in Reval (1926), Präses der Evangelisch-lutherischen Kirche in Italien. Er erhielt das Große Verdienstkreuz mit Stern des Verdienstordens der Bundesrepublik Deutschland.
Wie sein Lehrmeister Wilhelm Pinder war Bruhns ein Anhänger des NS-Regimes und unterzeichnete das Bekenntnis der Professoren an den deutschen Universitäten und Hochschulen zu Adolf Hitler und den nationalsozialistischen Staat im November 1933.
Er liegt auf dem evangelischen Friedhof an der Cestius-Pyramide in Rom begraben.

## Schriften
- Die deutsche Seele der rheinischen Gotik, Freiburg 1924.
- Deutsche Barockbildhauer. E.A. Seemann, Leipzig 1925 (Bibliothek der Kunstgeschichte 85–87)
- Deutsche Malerei und Plastik des XV. und XVI. Jahrhunderts, Leipzig 1926.
- Die Geschichte der Kunst, an ihren Meisterwerken dargestellt, 8 Bde., Hamburg 1927–1932.
- Das Bruegel Buch, 1941.
- Die Kunst der Stadt Rom. Ihre Geschichte von den frühesten Anfängen bis in die Zeit der Romantik, Wien-München 1950.
- Hohenstaufenschlösser in Deutschland und Italien, zuletzt 1964.